# Ойбек Бозоров
Ойбек Олім огли Бозоров (узб. Oybek Olim oʻgʻli Bozorov, нар. 7 серпня 1997, Касан, Узбекистан) — узбецький футболіст, вінгер клубу «Насаф» та національної збірної Узбекистану.

## Ігрова кар'єра

### Клубна
Ойбек Бозоров футбольну кар'єру починав у складі клубу «Насаф». Першу гру в складі основи зіграв у 2018 році. Разом з «Насафом» Бозоров вигравав Кубок Узбекистану, става срібним призером чемпіонату країни. У 2021 році взяв участь у фіналі Кубку АФК, де його команда поступилася бахрейнському клубу «Аль-Мухаррак».

### Збірна
У 2020 році Ойбек Бозоров брав участь у молодіжній першості Азії у складі збірної Узбекистану (U-23). 23 лютого 2020 року у товариському матчі проти команди Білорусі Ойбек Бозоров дебютував у національній збірній Узбекистану.

## Досягнення
Насаф
 Чемпіон Узбекистану: 2024
 Переможець Кубка Узбекистану: 2021, 2022, 2023
 Переможець Суперкубка Узбекистану: 2023, 2024, 2025
- Фіналіст Кубка АФК: 2021